# Ljubica Mikuličić
Ljubica Mikuličić (Krasica, 11. lipnja 1925. - Zagreb, 4. studenog 2006.) je bila hrvatska kazališna, televizijska i filmska glumica.

## Životopis
Rođena u obitelji kulturnih radnika i glumaca iz okolice Rijeke. Tetka glumice  Lele Margetić i žena glumca i pedagoga Drage Krče. Glumu studirala na zagrebačkoj Zemaljskoj glumačkoj školi. Jedna je od osnivačica kazališta "Gavella". Prvu je kazališnu ulogu odigrala na Gavellinoj pozornici 1954. godine u "Ljubavi četvorice pukovnika". Uslijedile su brojne uloge u predstavama, a posljednju u kazalištu Gavella, "Marija se bori s anđelima" odigrala je 1985. godine. Glumila je i u ostalim hrvatskim kazalištima te više puta u  Teatru u gostima,  Relje Bašića, primjerice u predstavi "Zatočenik druge avenije" (1993.) američkog dramatičara  Niel Simona.
Umrla je 4. studenog 2006. godine u Zagrebu.

## Filmografija

### Televizijske uloge
- "Luka" kao teta Bonina (1992.)
- "Kiklop" kao starija glumica (1983.)
- "Dileme" (1966.)

### Filmske uloge
- "Kiklop" kao starija glumica (1982.)
- "Zaista zamršen slučaj" (1973.)
- "Sicilski limuni" (1957.)

## Vanjske poveznice
- Ljubica Mikuličić u internetskoj bazi filmova IMDb-u (engl.)
- Vijest o smrti glumice